# Shake the Disease
«Shake the Disease» (en español, Sacudirse la enfermedad) es el décimo tercer disco sencillo del grupo inglés de música electrónica Depeche Mode, correspondiente a su compilación The Singles 81-85 publicada sólo en Europa, pero también en América debido a su inclusión en el compilatorio Catching Up With Depeche Mode que se publicó sólo en ese lado del mundo; publicado en 7 y en 12 pulgadas en 1985.
Como lado B aparece el tema Flexible que se incluyó también en Catching Up With Depeche Mode. Ambos temas fueron compuestos por Martin Gore. La ingeniería del sencillo estuvo a cargo de Mark Ellis "Flood", quien al año siguiente realizaría la mezcla del sencillo de DM "Stripped" para su versión larga y en 1990 se encargaría de producir su álbum Violator y en 1993 Songs of Faith and Devotion.

## Descripción
"Shake the Disease" fue una de las primeras canciones resultantes de la grabación de lo que acabaría siendo el álbum Black Celebration, durante 1985, sin embargo al verse en la expectativa de lanzar Depeche Mode su primera colección de sencillos se decidió incluirla como tema inédito promocional de la misma, además de que aparentemente bien podía haber desentonado un poco en Black Celebration.
La canción es un ejercicio apasionado y triste sobre la relación de pareja, resulta sobre todo característico su inicio de suspiros, lamentos, casi un grito de desesperación, además de la musicalización sumamente pesarosa.
La musicalización es aún industrial, incluso con percusiones rápidas como primera base, pero al poco se complementa con una base de sintetizador igual de triste y dramática, como la letra que habla sobre dependencia mutua en las relaciones de pareja. En los coros la base sintética se modifica hacía algo aún más trágico.
En conjunto de sus elementos, el tema representó un evidente paradigma para DM a través del cual su música se modificaba tras de un discurso meramente industrial y contestatario hacia piezas más lúgubres y dramáticas, con este sólo tema mucho más emocional sentado en una musicalización diferente enmarcando la desventura emocional de la que trata, con bases electrónicas y coros sostenidos así como el característico teclado de Alan Wilder en notación grave que adquiría un mayor protagonismo en secciones específicas sólo realzando la zozobra implícita en el tema.
Fue uno de los primeros temas en que el acompañamiento electrónico se basó más en la vertiente sombría que permiten los sintetizadores, y aún el canto de David Gahan fue intencionalmente modificado a una especie de amargo lamento sonoro; él mismo confeso tiempo después que por algún motivo le había resultado difícil alcanzar el grave registro vocal que le requirieron para esa canción, mientras para el pesado coro su voz se duplicó para hacerla oír aún más dramática.
A la postre se convertiría prácticamente en el más exitoso tema de DM fuera de álbum, pues su mayor detalle fue representar un considerable cambio estilístico en el cual la banda se adentraba en el subgénero darkwave y ponía el camino para el que sería uno de sus discos más oscuros.

## Formatos
7 pulgadas Mute 7 Bong8  Shake the Disease
| Lado A |                     |          |  |
| N.º    | Título              | Duración |  |
| 1.     | «Shake the Disease» | 4:48     |  |

| Lado B |            |          |  |
| N.º    | Título     | Duración |  |
| 1.     | «Flexible» | 3:11     |  |

7 pulgadas Sire 7-28835  Shake the Disease
| Lado A |                            |          |  |
| N.º    | Título                     | Duración |  |
| 1.     | «Shake the Disease» (Fade) | 3:59     |  |

| Lado B |            |          |  |
| N.º    | Título     | Duración |  |
| 1.     | «Flexible» | 3:09     |  |

12 pulgadas Mute 12 Bong8  Shake the Disease
| Lado A |                                                |          |  |
| N.º    | Título                                         | Duración |  |
| 1.     | «Shake the Disease» (Remixed Extended version) | 8:44     |  |

| Lado B |                                       |          |  |
| N.º    | Título                                | Duración |  |
| 1.     | «Flexible» (Remixed Extended version) | 6:15     |  |

12 pulgadas Mute L12 Bong8  Shake the Disease – Special Edition
| Lado A |                                                                              |          |  |
| N.º    | Título                                                                       | Duración |  |
| 1.     | «Shake the Disease» (Edit the Shake)                                         | 7:10     |  |
| 2.     | «Master and Servant» (en vivo en Basilea, Suiza, el 30 de noviembre de 1984) | 5:37     |  |

| Lado B |                                  |          |  |
| N.º    | Título                           | Duración |  |
| 1.     | «Flexible» (Pre-deportation Mix) | 4:40     |  |
| 2.     | «Something to Do» (Metalmix)     | 7:26     |  |

CD 1991
En 1991 Shake the Disease se realizó en formato digital dada su inclusión en la colección The Singles Boxes 1-3 de ese año.
| Mute CD Bong8 Shake the Disease |                                                |          |  |
| N.º                             | Título                                         | Duración |  |
| 1.                              | «Shake the Disease» (7” Version)               | 4:47     |  |
| 2.                              | «Flexible» (7” Version)                        | 3:10     |  |
| 3.                              | «Shake the Disease» (Remixed Extended Version) | 8:45     |  |
| 4.                              | «Flexible» (Remixed Extended Version)          | 6:16     |  |
| 5.                              | «Shake the Disease» (Edit the Shake)           | 7:10     |  |
| 6.                              | «Something to Do» (Metal Mix)                  | 7:27     |  |

## Vídeo promocional
El vídeo de Shake the Disease fue dirigido por Peter Care, el primero de los tres que haría para DM, con lo cual reformulaban un poco el concepto visual que manejaban para ese momento, consiguiendo el director algo más directo en imágenes en lugar de sólo mostrarlos bailando y tocando sus teclados, como en vídeos anteriores.
El vídeo los muestra en una casa vieja, y en una especie de bodegón industrial desolado para complementar los sonidos industriales del tema, pero, más importante aún, aparecen vestidos todos de negro lo cual se volvería parte fundamental de su imagen en aquellos años y zanjaba lo que al poco sería el álbum Black Celebration, y sus sonidos oscuros y dramáticos.
El vídeo está disponible en la colección Some Great Videos de 1985, en The Best of Depeche Mode Volume 1 de 2006 en su edición en DVD, así como en Video Singles Collection de 2016.
Video promocional alterno
Existe un vídeo promocional que se grabó en Alemania, en donde los integrantes aparecen cantando y tocando los instrumentos del tema en un bote que viaja en un canal. Sin embargo, este vídeo no apareció nunca en ninguna colección de vídeos de Depeche Mode, por lo que es inusual encontrarlo.

## En directo
La canción fue interpretada principalmente en la última etapa de la gira Some Great Tour luego tuvo interpretaciones más frecuentes en las posteriores giras Black Celebration Tour, Tour for the Masses y World Violation Tour, en las cuales era poco más rítmica pues la base sintética principal cubría toda su ejecución. Posteriormente se incorporó durante las giras Touring the Angel, Tour of the Universe, Delta Machine Tour, Global Spirit Tour y Memento Mori World Tour, pero en una versión acústica tan solo con teclado en modo piano por Peter Gordeno y cantada por Martin Gore.

## Tributo
El artista colombiano Dicken Schrader, junto a sus hijos, realizaron una versión de la canción usando utensilios básicos como instrumentos musicales.